# 維氏蛇綿鳚
維氏蛇綿鳚，為輻鰭魚綱鱸形目绵鳚亞目绵鳚科的其中一種，分布於西北太平洋區的勘察加半島海域，屬深海底棲性魚類，棲息深度在水深2450公尺，體長可達8.5公分。

## 扩展阅读
維基物種上的相關：維氏蛇綿鳚